# Bufinidae
De Bufinidae zijn een familie van uitgestorven kreeftachtigen uit de klasse van de Ostracoda (mosselkreeftjes).

## Geslachten
- Asturiella Bless, 1970 †
- Bufanchiste Becker, 1989 †
- Bufina Coryell & Malkin, 1936 †
- Bythocyproidea Stewart & Hendrix, 1945 †
- Punctomosea Stover, 1956 †